# Traire
Die Traire ist ein Fluss im ostfranzösischen Département Haute-Marne in der Region Grand Est (ehemals Champagne-Ardenne).

## Verlauf
Die Traire entspringt auf dem Gemeindegebiet von Bonnecourt, etwa 12 km nordöstlich von Langres, fließt hauptsächlich in nordwestlicher und westlicher Richtung durch die Landschaft Bassigny und mündet nach rund 29 km im Gemeindegebiet von Poulangy als rechter Nebenfluss in die Marne.

## Orte am Fluss
(Reihenfolge in Fließrichtung)
- Frécourt
- Chauffourt
- Sarrey
- Nogent
- Sarcey
- Louvières
- Poulangy